# 1469 w literaturze
Wydarzenia literackie w 1469 roku.

## Wydarzenia
- początki drukarstwa we Francji[1]

## Urodzili się
- Niccolò Machiavelli, włoski pisarz
- Laura Cereta, włoska pisarka